# Griekenland op het Eurovisiesongfestival
Griekenland neemt sinds 1974 deel aan het Eurovisiesongfestival.

## De balans

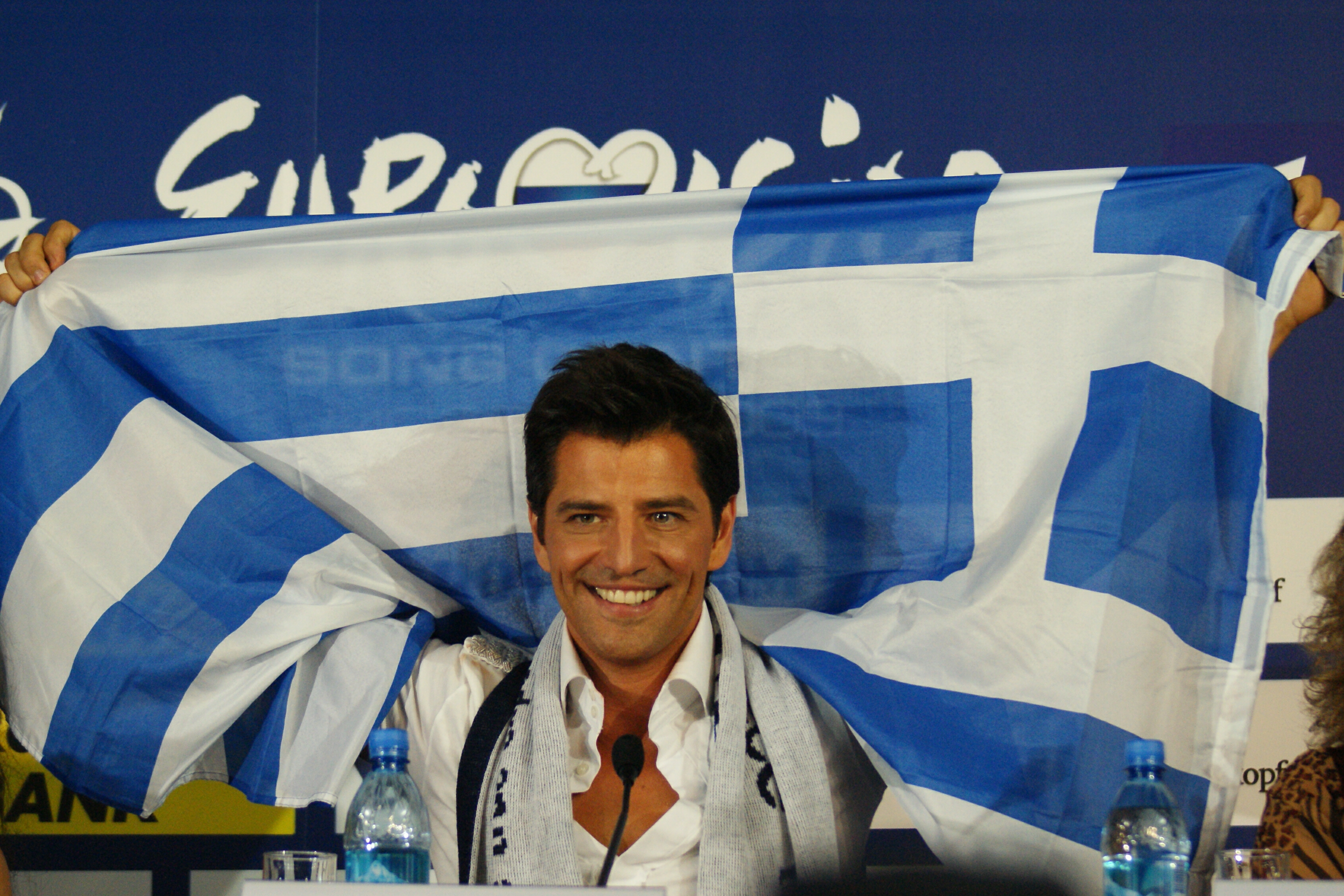
Sakis Rouvas vertegenwoordigde Griekenland in 2004 en 2009 en presenteerde het Eurovisiesongfestival van 2006.

Griekenland heeft sinds 1974 in totaal 45 keer aan het Eurovisiesongfestival deelgenomen. 21 keer slaagde het land erin om bij de beste tien te eindigen. Vooral in de eerste drie decennia dat de Grieken aan het songfestival deelnamen (1974–1998) werden weinig spraakmakende resultaten geboekt. Gedurende deze periode, waarin veel minder landen deelnamen dan tegenwoordig, bereikten zij als hoogtepunt tweemaal een vijfde plaats (in 1977 en in 1992). Griekenland was hiermee een van de minder succesvolle songfestivallanden, maar na de millenniumwisseling veranderde dat totaal. In de jaren 2001–2013 werden grote successen gescoord en belandden de Grieken tien keer in de top 10, waarvan tussen 2004 en 2011 acht keer op rij. In deze periode eindigde het land drie keer op de derde plaats (in 2001, 2004 en 2008) en viel ook hun eerste en tot nog toe enige overwinning:
- 2005: Elena Paparizou - My number one

Griekenland eindigde nog nooit op de laatste plaats. In de halve finale, die in 2004 werd ingevoerd, werden de Grieken tot nog toe maar drie keer uitgeschakeld: in 2016, 2018 en 2023.

## Het songfestival op Griekse bodem
Het Eurovisiesongfestival heeft tot op heden eenmaal in Griekenland plaatsgevonden. Dat was in 2006, als gevolg van de Griekse overwinning een jaar eerder. Het festival werd op 18 en 20 mei 2006 georganiseerd in de O.A.C.A. Olympic Indoor Hall in de hoofdstad Athene. De presentatie lag in handen van Maria Menounos en Sakis Rouvas.

## Songfestivals zonder Griekenland
Nadat Griekenland in 1974 zijn debuut maakte, was het land nog zes keer afwezig op het Eurovisiesongfestival:
- 1975: Na de eerste deelname in 1974 trok Griekenland zich in 1975 meteen weer terug, uit onvrede over het debuut dat Turkije dat jaar maakte. De relatie tussen de twee landen was destijds bijzonder verhit wegens de Turkse invasie van Cyprus.

- 1982: Griekenland had in 1982 wel de intentie om deel te nemen en had zelfs al een inzending gekozen: Sarantapente kopelies van Themis Adamantidis. Dit lied werd echter door de EBU gediskwalificeerd nadat bleek dat het om een herschreven versie van een al eerder uitgebracht volksliedje ging. Dit was in strijd met de regel dat elke inzending volledig origineel moet zijn. De Grieken kregen een boete en moesten thuisblijven.

- 1984: Ook in 1984 waren de Grieken niet van de partij op het songfestival. De nationale omroep ERT besloot van deelname af te zien omdat men in de nationale voorrondes naar eigen zeggen geen geschikt en kwalitatief lied had kunnen vinden. De magere klassering die de Grieken een jaar eerder hadden behaald, zou bij deze beslissing ook een rol hebben gespeeld.

- 1986: Polina Misailidou zou voor Griekenland aantreden met het lied Wagon-lit, maar deze inzending werd door de ERT onverwacht teruggetrokken. De reden hiervoor was dat het festival dit jaar samen bleek te vallen met Stille Zaterdag, een belangrijke dag voor orthodoxen.

- 1999: In de jaren negentig had het Eurovisiesongfestival te kampen met plaatsgebrek na de intrede van veel nieuwe landen uit Oost-Europa en het voormalige Joegoslavië. Een roulatiesysteem werd ingevoerd, waarbij slecht scorende landen een jaar moesten overslaan. Vanwege de lage klassering van Griekenland in 1998 ging het festival van 1999 daarom noodgedwongen aan de Grieken voorbij.

- 2000: De laatste keer dat Griekenland niet aanwezig was op het Eurovisiesongfestival was in 2000, toen de ERT zich terugtrok wegens financiële problemen.

## Taal
Gedurende de jaren zeventig, tachtig en negentig werden de Griekse songfestivalinzendingen steevast vertolkt in het Grieks. Bij de eerste twee deelnames van Griekenland, in 1974 en 1976, was dit een bewuste keuze: er bestond destijds een vrije taalregel, waar door de Grieken geen gebruik van werd gemaakt. Vanaf 1977 werd het zingen in de eigen taal voor alle deelnemende landen een verplichting.
Sinds de vrije taalregel in 1999 heringevoerd werd, heeft Griekenland voornamelijk Engelstalige liedjes naar het songfestival gestuurd, soms echter wel in combinatie met het Grieks. Sindsdien kwam het nog maar twee keer voor (in 2010 en 2018) dat de Griekse inzending volledig in de eigen taal gezongen werd. In 2013 was dit, op het refrein na, eveneens het geval. In 2016 bevatte de Griekse inzending deels een tekst in het Pontisch.

## Nationale selectie
De selectie om te bepalen welke artiest voor Griekenland naar het Eurovisiesongfestival gaat, geschiedde in de loop der jaren op verschillende manieren. De eerste vier inzendingen werden door de ERT intern geselecteerd, maar in 1979 kwam er voor het eerst een nationale voorronde waaraan verschillende artiesten deelnamen. Beide selectievormen werden naderhand met onregelmatige periodes afgewisseld. Interne keuzes werden nadien nog gemaakt in 1981, 1985, de periode 1992-1997, 2004, 2016 en de periode 2019-2021. In overige jaren was er sprake van een nationale finale, die van oorsprong de naam Ellinikós Telikós draagt en tussen 2013 en 2015 Eurosong heette. Ook kwam het enkele malen voor dat de artiest intern werd gekozen, maar het lied via een openbare voorronde geselecteerd werd. Dit gebeurde in 2005, 2006, 2009 en 2017.
Een opmerkelijke gang van zaken deed zich voor in 2004, toen onder de titel Eurostar een uitgebreide talentenjacht werd georganiseerd om de Griekse vertegenwoordiger voor het songfestival van dat jaar aan te wijzen. Van de 36 kandidaten bleven in de finale drie over, waarvan Apostolos Psichramis de uiteindelijke winnaar werd. Zijn lied zou vervolgens in een extra show worden uitgekozen, maar voordat deze plaats kon vinden werd Psichramis door de ERT gepasseerd. De omroep had te weinig vertrouwen in zijn kansen en besloot daarom in allerijl alsnog een artiest intern aan te duiden: Sakis Rouvas. Psichramis mocht Rouvas, samen met de twee andere finalisten van Eurostar, wel vergezellen als achtergrondzanger.
In 2018 verliep de nationale voorronde evenmin zoals gepland. Twee van de vijf deelnemers werden toen al op voorhand gediskwalificeerd omdat hun bijdragen volgens de ERT geen correcte afspiegeling waren van de Griekse muziektraditie. Een week voor de show trokken ook twee andere deelnemers zich terug, toen hun platenmaatschappijen weigerden om voor de kosten van een eventuele songfestivaldeelname (€20.000) op te draaien. De voorronde werd zodoende geschrapt en de enige overgebleven kandidaat, Gianna Terzi, werd automatisch uitgeroepen tot winnaar.
Driemaal kwam het voor dat de Grieken wel een inzending selecteerden, maar uiteindelijk toch niet meededen aan het Eurovisiesongfestival. Dit gebeurde in 1982, 1986 en 2020. In het laatste geval was de Griekse inzending intern gekozen, maar werd het Eurovisiesongfestival geannuleerd.

### Financiële problemen
De Griekse deelname aan het Eurovisiesongfestival wordt van oudsher verzorgd door de openbare omroep ERT. In 2010 kwam de omroep, als gevolg van de Griekse staatsschuldencrisis, echter in de financiële problemen, waarna men op zoek moest naar een nieuwe constructie om deelname aan het songfestival te kunnen voortzetten. De ERT ging (zoals in de jaren erna gebruikelijk zou worden) een samenwerking aan met privésponsors en platenmaatschappijen, die de kosten van de Griekse deelname deels of vrijwel geheel op zich namen. In 2013 bood ook dit echter geen uitkomst meer en droeg de ERT de productie van de nationale voorronde voor het eerst over aan een andere omroep, in dit geval het kleine muziekkanaal MAD TV.
In juni 2013 besliste de Griekse regering om de ERT in het kader van het Europese besparingsprogramma op te doeken. Aangezien de ERT het enige Griekse lid van de EBU was, werd verdere deelname aan het Eurovisiesongfestival voor de Grieken de facto onmogelijk. Een oplossing kwam er eind dat jaar evenwel met de oprichting van een nieuwe staatsomroep, NERIT, die ter vervanging van de ERT diende en het EBU-lidmaatschap zou overnemen. Problematisch was echter dat deze omroep pas in maart 2014 effectief zou beginnen met uitzenden, ruim na de deadline voor inschrijving voor het Eurovisiesongfestival. Een akkoord tussen de EBU enerzijds en NERIT en de Griekse overheid anderzijds zorgde er uiteindelijk voor dat een deelname van Griekenland aan het Eurovisiesongfestival van 2014 via een speciale regeling toch mogelijk werd. De Griekse nationale voorronde voor de editie van 2014 werd uitgezonden door de tijdelijke zender DT. Sinds NERIT in juni 2015 weer werd opgeheven en de ERT opnieuw in de ether kwam, is laatstgenoemde opnieuw verantwoordelijk voor de Griekse songfestivalinzendingen.

## Geschiedenis
Het debuut van Griekenland op het Eurovisiesongfestival kwam relatief laat: pas tijdens de 19de editie in 1974 maakte het land voor het eerst zijn opwachting. Hoewel de Griekse omroep ERT al in 1950 lid was geworden van de EBU en de show vanaf 1970 jaarlijks uitzond, was Griekenland jarenlang van deelname uitgesloten vanwege de militaire junta die er aan de macht was.

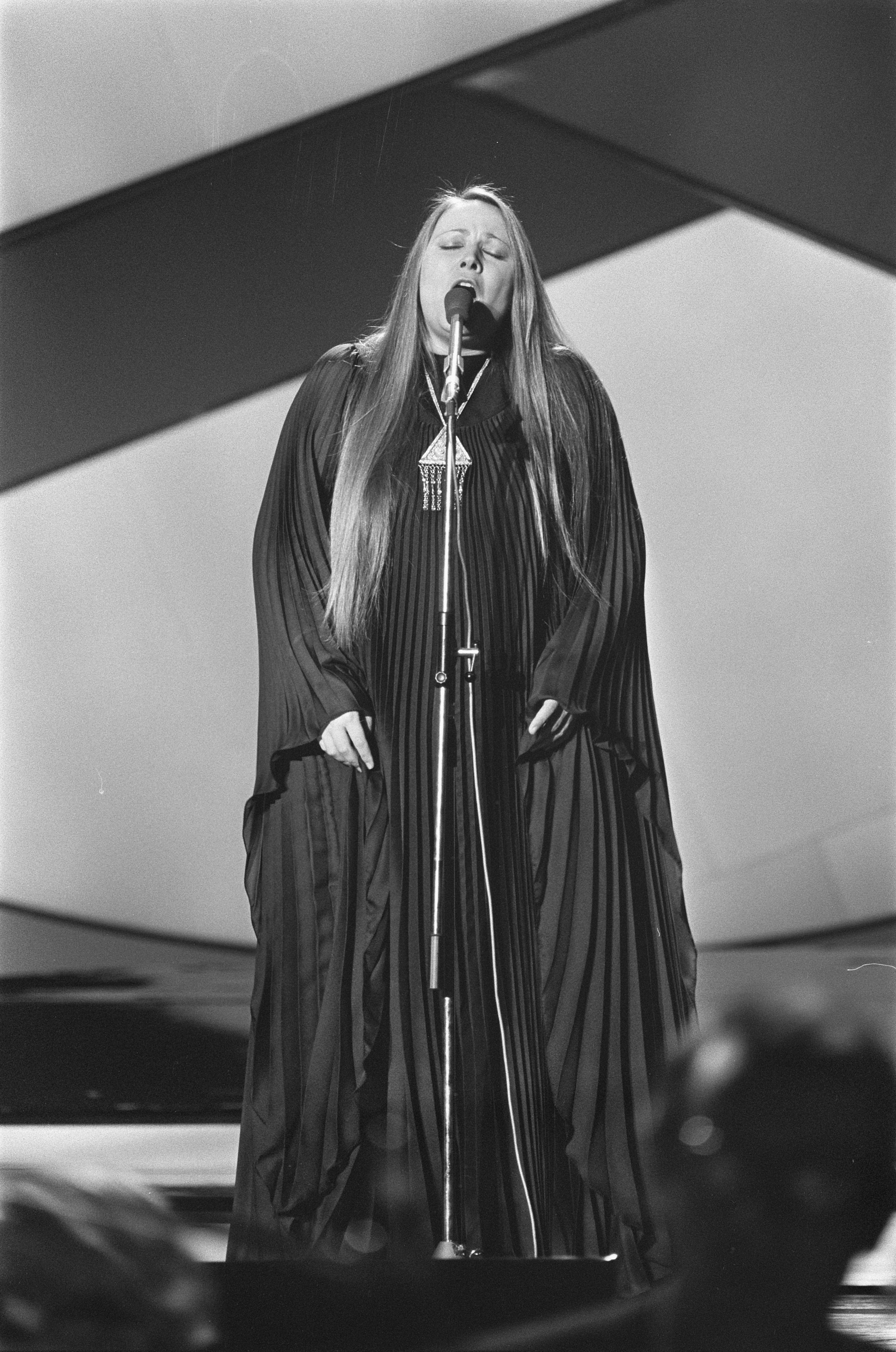
Mariza Koch op het festival van 1976 in Den Haag.

Ondanks dat Griekenland tot 1974 zelf niet aanwezig was, waren toch ook voor die tijd al verschillende Griekse artiesten op het songfestival te horen en te zien geweest. In 1972 was de liedjeswedstrijd zelfs al eens gewonnen door een Griekse, toen Vicky Leandros uitkwam voor Luxemburg en zegevierde met Après toi. Leandros had eerder in 1967 ook al eens voor Luxemburg deelgenomen, terwijl haar (oorspronkelijke) landgenoten Jimmy Makulis (in 1961 voor Oostenrijk), Nana Mouskouri (in 1963 voor Luxemburg) en Yovanna (in 1965 voor Zwitserland) eveneens voor andere landen op het songfestivalpodium stonden.
Toen het Griekse Kolonelsregime in 1974 op zijn einde liep en het herstel van de democratie in zicht was, was de weg vrij voor Griekenland om voor het eerst aan het songfestival deel te nemen.

### Beginjaren (1974–1979)
Zangeres Marinella kreeg in 1974 de eer om Griekenland als eerste te vertegenwoordigen en werd naar Brighton gestuurd met het nummer Krasi, thalassa ke t'agori mou. Ze was aangeduid nadat de oorspronkelijk beoogde inzending, de rockband Nostradamus, verwikkeld raakte in een seksschandaal en aan de kant geschoven werd. Marinella, die op het podium stond met een bouzoukispeler en een vierkoppig koortje, leidde de Grieken naar een onopvallend resultaat: ze werd elfde en kreeg zeven punten, waaronder vier uit Nederland.
De tweede Griekse deelname kwam er op het festival van 1976 in Den Haag, nadat de Grieken een jaar eerder waren thuisgebleven uit onvrede met het debuut van Turkije. De inzending van dat jaar, Panaghia mou, Panaghia mou van Mariza Koch, zorgde voor een hoop controverse aangezien het feitelijk een politiek gekleurde klaagzang was over de Turkse invasie van Cyprus. Als protestreactie trokken de Turken zich voor deze editie terug. Zij zonden de show wel uit, maar censureerden het Griekse optreden en vertoonden in plaats daarvan een Turks-nationalistisch lied. Koch eindigde met 20 punten op de 13de plaats.
In 1977 scoorde Griekenland voor het eerst een groot succes toen het vertegenwoordigd werd door een gelegenheidskwartet, bestaande uit Pascalis Arbanitides, Marianna Tolli, Robert Williams en Bessy Argiraki. Hun nummer Mathema solfege kreeg vrijwel van ieder land punten, waaronder de volle 12 van Spanje. De behaalde vijfde plaats bleef vervolgens bijna een kwart eeuw in de boeken staan als de beste Griekse klassering.
Zowel in 1978 als in 1979 belandde Griekenland op de achtste plaats, respectievelijk met Charlie Chaplin van Tania Tsanaklidou en Sokrati van Elpida.

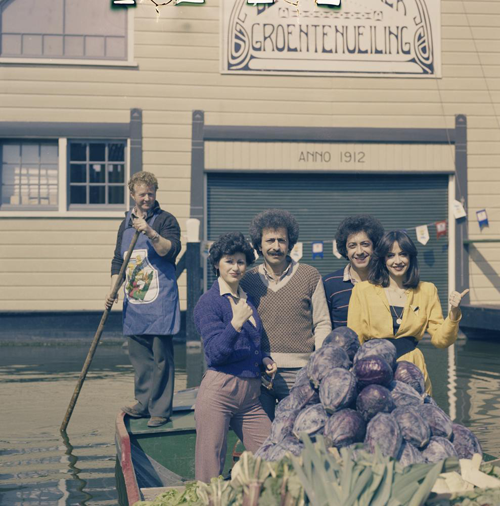
Anna Vissi & Epikouri tijdens een fotosessie voor het festival van 1980.

### De jaren 80 en 90
De Grieks-Cypriotische zangeres Anna Vissi werd in 1980 naar Den Haag afgevaardigd met het frivole lied Autostop. Begeleid door de groep Epikouri gaf ze een charmant optreden weg, maar meer dan de dertiende plaats zat er voor Griekenland niet in. Yiannis Dimitras zorgde een jaar later echter weer voor een beter resultaat door achtste te worden met Feggari kalokerino.
De jaren tachtig verliepen voor Griekenland bijzonder matig. In 1982 werd het land gediskwalificeerd (omdat de gekozen inzending van dat jaar een cover bleek te zijn) en in 1983 eindigde zangeres Kristi Stassinopoulou onopvallend op de 14de plaats met de ballade Mou les. Nadat de Grieken in 1984 wederom (maar ditmaal vrijwillig) thuisgebleven waren, werd ook het festival van 1985 voor hen bepaald geen topeditie: de intern geselecteerde Takis Biniaris, die als laatste van de avond optrad, keerde huiswaarts met een ondankbare 16de plaats op zak. Voor zijn nummer Miazoume hadden alleen Cyprus en Spanje wat punten over. In 1986 trok omroep ERT zich wederom terug en schitterde Griekenland voor de derde keer in vijf edities door afwezigheid.
In 1987 werd de Griekse inzending in de peilingen vooraf weer eens positief onthaald. De band Bang trad in Brussel aan met het vrolijke nummer Stop! en viel mede op vanwege de achtergrondzangeressen, die uitgedost waren met zonnebrillen en felgekleurde jurken. Verder dan de tiende plaats kwamen de Grieken echter niet. In 1988 probeerden ze het wederom met een luchtig uptempo lied: Clown van Afroditi Frida. Weinig Grieken hadden hier vooraf nochtans hoge verwachtingen van en dat bleek terecht: de act (en dan vooral de choreografie) maakte een rommelige indruk en zorgde in Europa zelfs voor enige hilariteit. Frida kreeg slechts 10 punten en strandde op de zeventiende plaats, de laagste klassering die Griekenland tot dan toe op het Eurovisiesongfestival had behaald.
Mariana Efstratiou vertegenwoordigde Griekenland in 1989, al scheelde dat weinig. Ze had de nationale finale met één punt voorsprong gewonnen van Mando, die actie ondernam toen bleek dat een van de juryleden niet gestemd had. Hoewel Mando uiteindelijk in het gelijk gesteld werd, kwam dat vonnis te laat om nog van inzending te wisselen en werd Mariana alsnog afgevaardigd. Op het songfestival in Lausanne behaalde zij de negende plaats. Mando zou veertien jaar later alsnog voor Griekenland aan het songfestival deelnemen.
De jaren negentig begonnen voor Griekenland met een behoorlijke flop: Christos Callow & Wave werden op het festival van 1990 negentiende met de ballad Horis skopo. Slechts Cyprus (6 punten) en Nederland (5 punten) waren deze inzending gunstig gezind. Ook in 1991 was er voor de Grieken weinig succes toen Sophia Vossou aantrad met I anixi, een rockopera-achtig lied. De zang van Vossou werd geprezen, maar de saxofoonsolo in het nummer werd grotendeels vals gespeeld en de dertiende plaats in de eindrangschikking stelde dan ook teleur.
In 1992 kwamen de Grieken sterk terug met de intern gekozen zangeres Cleopatra, die Olou tou kosmou i elpida zong. Zij ontving 94 punten en bracht haar land naar de vijfde plaats, waarmee de tot dan toe beste Griekse prestatie (de vijfde plaats van 1977) na vijftien jaar geëvenaard werd. Italië en Cyprus gaven de inzending het maximumaantal van 12 punten. Met een verdienstelijke negende plaats voor Katerina Garbi, wiens lied Ellada, hora tou fotos feitelijk een lofzang was op Griekenland zelf, werd het succes in 1993 enigszins voortgezet. Het optreden van Garbi zorgde in sommige Griekse media overigens wel voor controverse, omdat haar jurk de indruk wekte dat de zangeres geen ondergoed droeg.
Vanaf 1994 ging het weer bergafwaarts met de Griekse resultaten. Meerdere jaren op rij werden onopvallende resultaten geboekt en belandde het land in de middenmoot. Zo zorgde Kostas Bigalis met zijn begeleidingsband The Sea Lovers voor een 14de plaats in 1994 en werd Elina Konstantopoulou twaalfde in 1995 met Pia prossefchi. In 1996 volgde, zeven jaar na haar eerste deelname, de terugkeer van Mariana Efstratiou, die aantrad met een door Kostas Bigalis gecomponeerd lied in de stijl van de Kalamatianos. Via een speciale audio-voorronde, die enkel dat jaar bestond, kwalificeerde zij zich voor het festival in Oslo en werd daar veertiende. In 1997 nam Griekenland voor de 20ste keer aan het songfestival deel en werd het land opnieuw twaalfde met Horepse van Marianna Zorba.
Op het Eurovisiesongfestival van 1998 in Birmingham bereikten de Grieken een nieuw dieptepunt dankzij Thalassa, een gelegenheidsgroep die bestond uit zangeres Dionyssia Karoki en componist Yiannis Valvis. De repetities van hun lied Mia krifi evaisthissia verliepen allesbehalve soepel: Valvis was niet blij met de manier waarop het optreden van de groep werd gefilmd en eiste veranderingen. Toen zijn eisen door de regie echter niet werden ingewilligd, ontstond een groot conflict waarbij de groep uiteindelijk besliste het bijltje erbij neer te gooien en zich van het songfestival terug te trekken. Dit besluit werd kort daarop weer teruggedraaid, maar vanwege zijn agressieve houding en de vrees dat hij de voorbereidingen van de show verder zou verstoren, was Valvis niet meer welkom en werd hij door de organisatie de toegang tot de zaal ontzegd. Hij mocht zodoende ook niet optreden tijdens de live-uitzending en moest deze noodgedwongen vanuit zijn hotelkamer volgen. Daar zag hij hoe zijn lied roemloos op de 20ste plaats strandde, de laagste plaats die Griekenland tot dan toe ooit had behaald. De inzending kreeg slechts 12 punten, alle afkomstig van Cyprus. Dit resultaat had ook tot gevolg dat de Grieken het festival van 1999 gedwongen moesten overslaan. Vanwege financiële problemen bij omroep ERT waren zij er ook in 2000 niet bij.

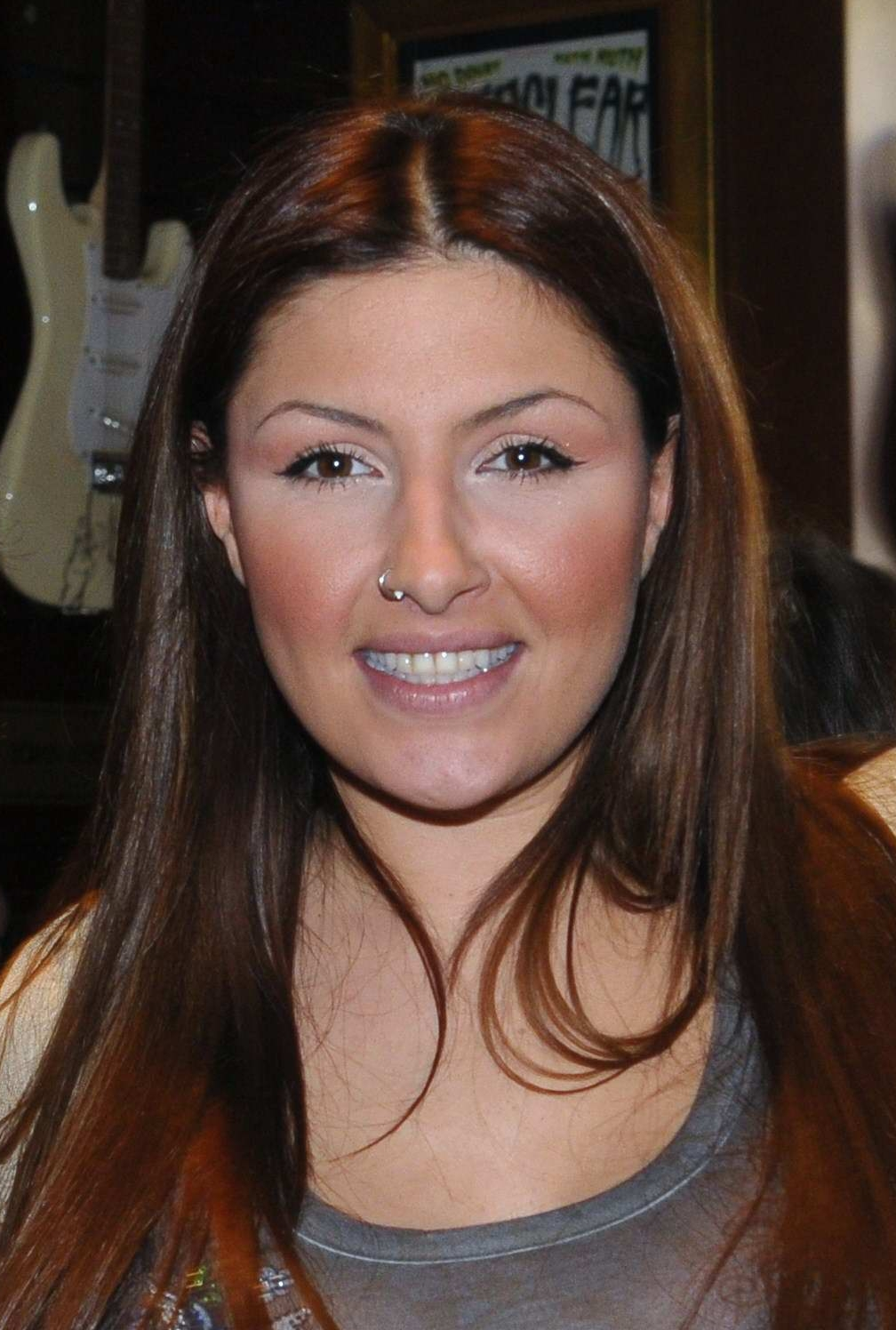
Elena Paparizou zorgde in 2005 voor de eerste Griekse songfestivalzege.

### Gloriejaren (2001–2013)
Waar Griekenland tot de millenniumwisseling bekendstond als een van de minst succesvolle songfestivallanden, werd dit daarna plots volledig anders. Het land wist met succes een ommezwaai te maken waarna het veel goede resultaten in de wacht sleepte. Het eerste voorbeeld daarvan kwam er in 2001, toen Griekenland na twee jaar afwezigheid zijn terugkeer maakte op het songfestival in Kopenhagen. De inzending van dat jaar, Die for you van Antique, was de eerste Griekse inzending die ook deels in een andere taal dan het Grieks werd vertolkt, in dit geval het Engels. De Grieken kregen als enige van alle landen punten en bemachtigden met 147 punten de derde plaats.
In 2002 en 2003 was Griekenland even weer minder succesvol, met in beide jaren een 17de plaats voor respectievelijk Michalis Rakintzis en Mando. Eerstgenoemde sleepte met de Barbara Dex Award desondanks nog wel een prijs in de wacht. In 2004 kwamen de Grieken vervolgens op de proppen met Sakis Rouvas, die aantrad met het nummer Shake it. Vanuit de halve finale, die dat jaar werd ingevoerd, kwalificeerde hij zich glansrijk voor de finale en werd daarin derde, net als Antique drie jaar ervoor. Hiermee kreeg Griekenland automatisch een startbewijs voor de finale van de editie van 2005.
De Zweeds-Griekse Elena Paparizou, in 2001 nog succesvol als lid van Antique, werd in 2005 intern aangeduid om Griekenland te vertegenwoordigen op het vijftigste Eurovisiesongfestival in Kiev. Aanvankelijk was Despina Vandi een serieuze kanshebber voor deelname geweest, maar met haar wist omroep ERT niet tot een overeenkomst te komen. Het lied van Paparizou, My number one, werd in een nationale finale door zowel jury als publiek met overmacht gekozen als de Griekse inzending. Vervolgens voerde de zangeres in diverse Europese landen een promotiecampagne en groeide haar nummer in de peilingen uit tot een van de favorieten voor de overwinning. Op het songfestivalpodium werd Paparizou door vier dansers vergezeld, met wie zij een strakke choreografie opvoerde en bovendien kortstondig een denkbeeldige lyra bespeelde. Het optreden viel in de smaak: bij de puntentelling kregen de Grieken van tien landen de befaamde douze points en de uiteindelijke puntenscore van 230 was voor Griekenland ruim voldoende om, 31 jaar na de eerste deelname, de eerste songfestivaloverwinning in de wacht te slepen. De voorsprong op de nummer 2, Malta, bedroeg 38 punten. My number one werd na het songfestival een hit in diverse Europese landen. Tijdens de in oktober 2005 gehouden jubileumshow Congratulations: 50 Jaar Eurovisiesongfestival eindigde het nummer op de vierde plaats van populairste songfestivalliedjes aller tijden.
Dankzij de overwinning kreeg Griekenland het recht om het Eurovisiesongfestival van 2006 te organiseren. Dat gebeurde in de O.A.C.A. Olympic Indoor Hall in hoofdstad Athene. Als gastland was Griekenland wederom rechtstreeks geplaatst voor de finale, waarin het vertegenwoordigd werd door een oude bekende: Anna Vissi, die eerder in 1980 voor Griekenland en in 1982 voor Cyprus had deelgenomen. Haar nummer Everything bereikte de negende plaats.
Griekenland had de smaak van het songfestival duidelijk te pakken, want het land eindigde tussen 2007 en 2011 nog eens vijfmaal in de top 10. Dat gebeurde telkens met eigentijdse uptempo nummers, veelvuldig gekenmerkt door etnische en mediterrane invloeden. Na een zevende plaats voor Sarbel in 2007 werd zangeres Kalomira een jaar later derde met Secret combination. Zij was in de eerste halve finale de winnaar geweest, maar in de finale bleven zowel Rusland als Oekraïne haar voor. In 2009 keerde Sakis Rouvas nog eens terug, die ditmaal een zevende plaats behaalde met This is our night. Daarna trad Griekenland op het festival van 2010 na twaalf jaar weer eens aan met een lied in de eigen taal: OPA van Giorgos Alkaios & Friends, dat achtste werd. In 2011 was er wederom een zevende plaats met Watch my dance van Loukas Giorkas en Stereo Mike.
De Griekse reeks van top 10-noteringen werd in 2012 onderbroken door Eleftheria Eleftheriou, die zich met gemak voor de finale kwalificeerde maar daarin tevreden moest zijn met de 17de plaats. Deze tegenvaller werd in 2013 echter alweer rechtgezet door de band Koza Mostra, die samen met zanger Agathonas Iakovidis het nummer Alcohol is free ten gehore bracht en Griekenland in Malmö op een zesde plaats trakteerde.

### Sinds 2014

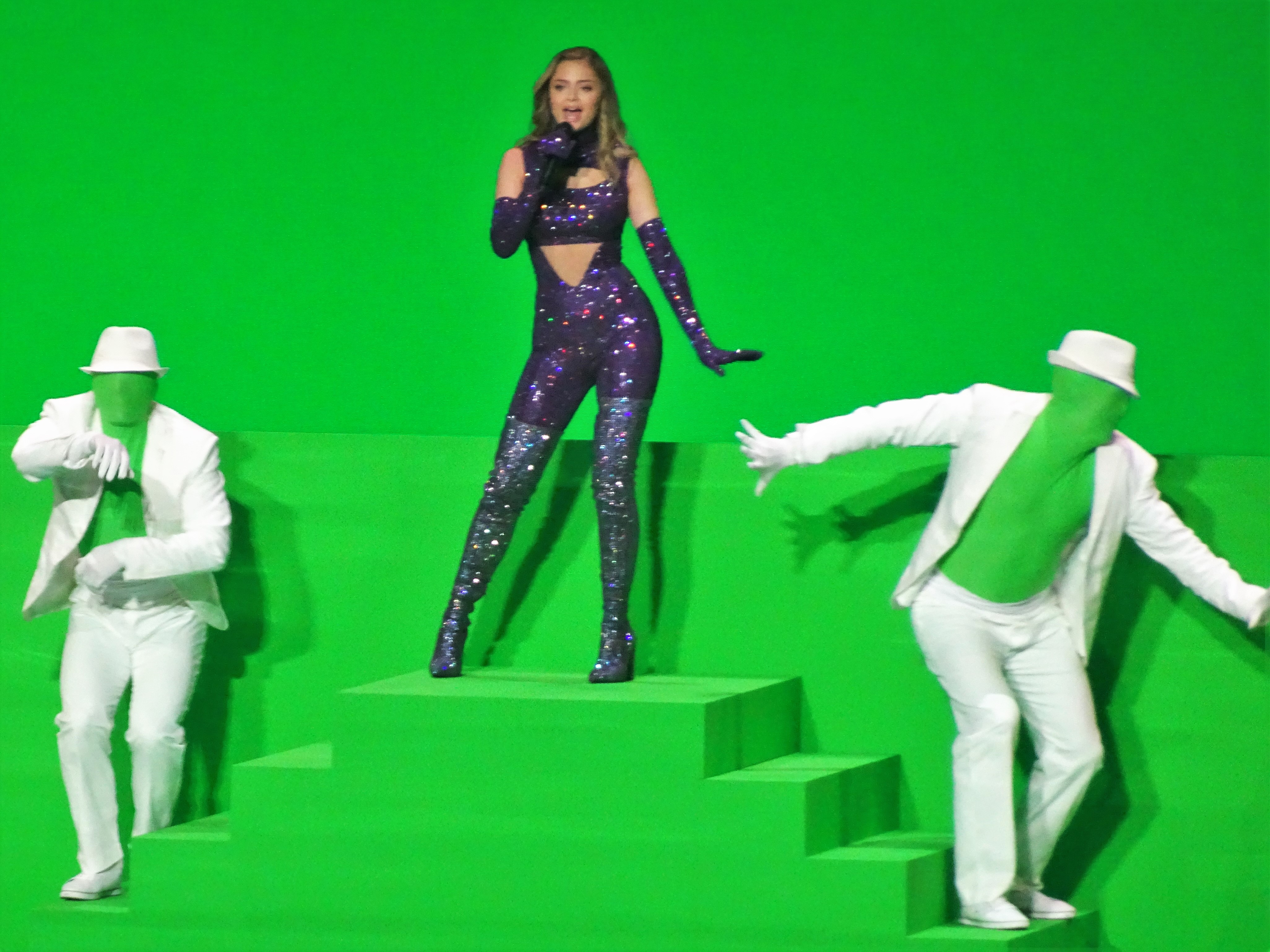
Stefania op het songfestival van 2021 in Rotterdam.

In 2014 trad Griekenland aan met het dancenummer Rise up, uitgevoerd door het duo Freaky Fortune en rapper RiskyKidd. Hun energieke optreden eindigde met een grote trampoline, waarop de artiesten tijdens het zingen op en neer sprongen en daardoor buiten adem raakten. De act strandde in de finale op de 20ste plaats en dat betekende een evenaring van de laagste Griekse klassering van 1998. Dit magere resultaat luidde tevens een periode in waarin Griekenland te maken kreeg met meer matige uitslagen. Ook de 19de plaatsen van zowel Maria Elena Kiriakou (in 2015) als Demy (in 2017) waren bepaald geen hoogvliegers. In 2016 slaagden de Grieken er zelfs voor het eerst in de geschiedenis niet in om zich vanuit de halve finale te kwalificeren voor de finale. Verantwoordelijk hiervoor was de groep Argo, tevens de eerste Griekse inzending sinds 2004 die door de ERT geheel intern was geselecteerd. Hun nummer Utopian land bleef steken op de 16de plaats van de eerste halve finale. Een verdere ontgoocheling volgde in 2018, toen Griekenland opnieuw voortijdig werd uitgeschakeld. Dit keer was het Gianna Terzi die Europa met haar traditionele en Griekstalige ballad Oneiro mou niet genoeg kon overtuigen. In 2019 stelde Griekenland eveneens teleur met in de finale een 21ste plaats voor de half-Canadese Katerine Duska.
Op het songfestival van 2021 in Rotterdam werd Griekenland vertegenwoordigd door de Nederlands-Griekse zangeres Stefania. Zij was door de ERT aanvankelijk al in 2020 geselecteerd, maar het songfestival vond toen geen doorgang wegens de coronapandemie. De act bij haar nummer Last dance viel op door een speels gebruik van chromakey. Stefania haalde probleemloos de finale en schonk Griekenland daarin een tiende plaats, de eerste top 10-notering voor het land sinds 2013. Bij de puntentelling werden de Griekse jurypunten uitgedeeld door de 10-jarige Manolis Gkinis, die daarmee de jongste puntengever werd in de geschiedenis van het Eurovisiesongfestival. 
Een volgende top 10-notering werd behaald in 2022 door de Grieks-Noorse zangeres Amanda Tenfjord, die met Die together achtste werd. In 2023 wist Victor Vernicos geen finaleplaats te behalen met het nummer What they say. Dat lukte Marina Satti in 2024 wel met het nummer Zari, dat uiteindelijk op de 11de plaats eindigde.

## Griekse deelnames
| Jaar | Artiest                               | Titel                            | Fin. | Ptn. | Semi | Ptn. | Taal             |
| ---- | ------------------------------------- | -------------------------------- | ---- | ---- | ---- | ---- | ---------------- |
| 1974 | Marinella                             | Krasi, thalassa ke t'agori mou   | 11   | 7    |      |      | Grieks           |
| 1976 | Mariza Koch                           | Panaghia mou, Panaghia mou       | 13   | 20   |      |      | Grieks           |
| 1977 | Pascalis, Marianna, Robert & Bessy    | Mathema solfege                  | 5    | 92   |      |      | Grieks           |
| 1978 | Tania Tsanaklidou                     | Charlie Chaplin                  | 8    | 66   |      |      | Grieks           |
| 1979 | Elpida                                | Socrates                         | 8    | 69   |      |      | Grieks           |
| 1980 | Anna Vissi & Epikouri                 | Autostop                         | 13   | 30   |      |      | Grieks           |
| 1981 | Yiannis Dimitras                      | Feggari kalokerino               | 8    | 55   |      |      | Grieks           |
| 1983 | Kristi Stassinopoulou                 | Mou les                          | 14   | 32   |      |      | Grieks           |
| 1985 | Takis Biniaris                        | Miazoume                         | 16   | 15   |      |      | Grieks           |
| 1987 | Bang                                  | Stop!                            | 10   | 64   |      |      | Grieks           |
| 1988 | Afroditi Frida                        | Clown                            | 17   | 10   |      |      | Grieks           |
| 1989 | Mariana Efstratiou                    | To dikó sou astéri               | 9    | 56   |      |      | Grieks           |
| 1990 | Christos Callow & Wave                | Horis skopo                      | 19   | 11   |      |      | Grieks           |
| 1991 | Sophia Vossou                         | I anixi                          | 13   | 36   |      |      | Grieks           |
| 1992 | Cleopatra                             | Olou tou kosmou i elpida         | 5    | 94   |      |      | Grieks           |
| 1993 | Katerina Garbi                        | Ellada, hora tou fotos           | 9    | 64   |      |      | Grieks           |
| 1994 | Kostas Bigalis & The Sea Lovers       | To trehantiri                    | 14   | 44   |      |      | Grieks           |
| 1995 | Elina Konstantopoulou                 | Pia prossefchi                   | 12   | 68   |      |      | Grieks           |
| 1996 | Mariana Efstratiou                    | Emis forame to himona anixiatika | 14   | 36   |      |      | Grieks           |
| 1997 | Marianna Zorba                        | Horepse                          | 12   | 39   |      |      | Grieks           |
| 1998 | Thalassa                              | Mia krifi evaisthissia           | 20   | 12   |      |      | Grieks           |
| 2001 | Antique                               | Die for you                      | 3    | 147  |      |      | Grieks en Engels |
| 2002 | Michalis Rakintzis                    | S.A.G.A.P.O.                     | 17   | 27   |      |      | Engels           |
| 2003 | Mando                                 | Never let you go                 | 17   | 25   |      |      | Engels           |
| 2004 | Sakis Rouvas                          | Shake it                         | 3    | 252  | 3    | 230  | Engels           |
| 2005 | Elena Paparizou                       | My number one                    | 1    | 230  | X    | X    | Engels           |
| 2006 | Anna Vissi                            | Everything                       | 9    | 128  | X    | X    | Engels           |
| 2007 | Sarbel                                | Yassou Maria                     | 7    | 139  | X    | X    | Engels           |
| 2008 | Kalomira                              | Secret combination               | 3    | 218  | 1    | 156  | Engels           |
| 2009 | Sakis Rouvas                          | This is our night                | 7    | 120  | 4    | 110  | Engels           |
| 2010 | Giorgos Alkaios & Friends             | OPA                              | 8    | 140  | 2    | 133  | Grieks           |
| 2011 | Loukas Giorkas feat. Stereo Mike      | Watch my dance                   | 7    | 120  | 1    | 133  | Grieks en Engels |
| 2012 | Eleftheria Eleftheriou                | Aphrodisiac                      | 17   | 64   | 4    | 116  | Engels           |
| 2013 | Koza Mostra feat. Agathonas Iakovidis | Alcohol is free                  | 6    | 152  | 2    | 121  | Grieks           |
| 2014 | Freaky Fortune feat. RiskyKidd        | Rise up                          | 20   | 35   | 7    | 74   | Engels           |
| 2015 | Maria Elena Kiriakou                  | One last breath                  | 19   | 23   | 6    | 81   | Engels           |
| 2016 | Argo                                  | Utopian land                     | X    | X    | 16   | 44   | Engels en Grieks |
| 2017 | Demy                                  | This is love                     | 19   | 77   | 10   | 115  | Engels           |
| 2018 | Gianna Terzi                          | Oneiro mou                       | X    | X    | 14   | 81   | Grieks           |
| 2019 | Katerine Duska                        | Better love                      | 21   | 74   | 5    | 185  | Engels           |
| 2021 | Stefania                              | Last dance                       | 10   | 170  | 6    | 184  | Engels           |
| 2022 | Amanda Georgiadi Tenfjord             | Die together                     | 8    | 215  | 3    | 211  | Engels           |
| 2023 | Victor Vernicos                       | What they say                    | X    | X    | 13   | 14   | Engels           |
| 2024 | Marina Satti                          | Zari                             | 11   | 126  | 5    | 86   | Grieks           |
| 2025 | Klavdia                               | Asteromáta                       | 6    | 231  | 4    | 112  | Grieks           |

## Punten

### Griekenland en Cyprus
Griekenland heeft op het Eurovisiesongfestival de beruchte reputatie om tijdens de puntentelling altijd veel punten uit te wisselen met Cyprus. De innige relatie tussen beide landen komt voornamelijk voort uit het feit dat de meerderheid van de Cypriotische inwoners Grieken zijn en zij dezelfde taal en muziekindustrie delen. Bovendien komt het af en toe voor dat Cyprus wordt vertegenwoordigd door een Griekse artiest. Sinds Cyprus in 1981 zijn songfestivaldebuut maakte, hebben de twee landen elkaar vrijwel altijd hoge punten toebedeeld. In totaal heeft geen enkel ander landenduo in de Eurovisiegeschiedenis elkaar zoveel punten gegeven.
Ongeacht de kwaliteit van hun inzendingen gunnen Griekenland en Cyprus elkaar vaak het maximumaantal van 12 punten. Tot en met 1997, toen de punten nog uitsluitend door vakjury's gegeven werden, kwam dit ook al regelmatig voor. Meestal gebeurde dit dan echter enerzijds; het over en weer (wederzijds) uitwisselen van de 12 punten kwam tot dat jaar alleen voor in 1987, 1994 en 1997. Met de invoering van de televoting in 1998 werd dit laatste veel gebruikelijker. Vanaf toen gaven de twee, wanneer mogelijk, elkaar altijd het maximumaantal van 12 punten, met als enige uitzondering de editie van 2015, toen zowel de Grieken als de Cyprioten hun douze points verrassend aan Italië schonken. De enige andere jaren dat de twee in de finale de mogelijkheid hadden, maar geen van beide elkaar de volle 12 punten gaf, waren 1985 en 1990. 
Het is slechts één keer voorgekomen dat een van de landen geen enkel punt gaf aan de ander, terwijl daartoe wel de gelegenheid was. Dat gebeurde in 1983, toen Cyprus nul punten van Griekenland ontving. Het laagste aantal punten dat Griekenland ooit van Cyprus kreeg was 6 in 1990.
Sinds het Eurovisiesongfestival in 2008 werd uitgebreid met twee halve finales, werden Griekenland en Cyprus daarin vanwege hun stemgedrag vaak gescheiden van elkaar ingedeeld. In 2012, 2016, 2017, 2018 en 2019 kwam het echter toch weer voor dat de landen samen in dezelfde halve finale aantraden. In al die gevallen stemde het televotende publiek uit beide landen het meest op elkaar. Bij de vakjury's was dit minder het geval.

### Griekenland en Turkije
Met Turkije had Griekenland, vanwege politieke strubbelingen, gedurende vele jaren een moeizame relatie op het Eurovisiesongfestival. Toen de Turken in 1975 voor het eerst op het songfestival verschenen, besloot Griekenland zelfs om thuis te blijven uit onvrede over de Turkse invasie van Cyprus. Een jaar later, op het festival van 1976, bleef Turkije op zijn beurt weg uit protest tegen de politiek gekleurde Griekse inzending van dat jaar. Bij de editie van 1978 waren de twee landen voor het eerst samen van de partij, maar in de jaren die volgden negeerden zij elkaar bij de puntentelling consequent. Het zou nog tot 1988 duren voordat de eerste punten tussen beide landen werden gegeven: Turkije gunde er toen 3 aan de Grieken. Pas in 1997 ontvingen de Turken de eerste (zeven) punten van Griekenland. In latere jaren (met name na de invoering van de televoting) werd het uitwisselen van punten tussen de twee landen wat frequenter: in 2004 gaf Turkije bijvoorbeeld 10 punten aan de Grieken en in 2005 (het jaar dat Griekenland won) zelfs de volle 12. Dat was ook de enige keer dat dit gebeurde. Omgekeerd gaf Griekenland als hoogtepunt 10 punten aan de Turkse inzending in 2001.

## Puntenoverzicht
In de periode 1974-2025. Punten uit halve finales zijn in deze tabellen niet meegerekend.
| Plaats | Land      | Punten |
| ------ | --------- | ------ |
| 1      | Cyprus    | 369    |
| 2      | Frankrijk | 197    |
| 3      | Spanje    | 158    |
| 4      | Italië    | 155    |
| 5      | Albanië   | 116    |

| Plaats | Land                | Punten |
| ------ | ------------------- | ------ |
| 1      | Cyprus              | 437    |
| 2      | Albanië             | 184    |
| 3      | Spanje              | 132    |
| 4      | Verenigd Koninkrijk | 128    |
| 5      | Frankrijk           | 126    |

### Twaalf punten gegeven aan Griekenland
| Aantal | Land                 | Wanneer |
| ------ | -------------------- | --- |
| 31     | Cyprus               | 1983, 1987, 1989, 1992, 1993, 1994, 1995, 1997, 1998, 2002, 2003, 2004, 2005, 2006, 2007, 2008, 2009, 2010, 2011, 2012, 2013, 2017 (j+t), 2019 (j+t), 2021 (j+t), 2022 (j), 2024 (t), 2025 (j+t) |
| 8      | Albanië              | 2004, 2005, 2008, 2009, 2010, 2012, 2022 (t), 2025 (t) |
| 5      | Bulgarije            | 2005, 2006, 2007, 2009, 2022 (j) |
| 4      | Verenigd Koninkrijk  | 2004, 2005, 2008, 2010 |
| 3      | San Marino           | 2008, 2013, 2025 (t) |
| 3      | Spanje               | 1977, 1983, 2001 |
| 2      | België               | 2005, 2010 |
| 2      | Duitsland            | 2005, 2008 |
| 2      | Montenegro           | 2017 (j), 2025 (j) |
| 2      | Roemenië             | 2004, 2008 |
| 2      | Zweden               | 2001, 2005 |
| 2      | Zwitserland          | 1989, 2022 (j) |
| 1      | Australië            | 2025 (j) |
| 1      | Denemarken           | 2022 (j) |
| 1      | Frankrijk            | 2021 (j) |
| 1      | Georgië              | 2021 (t) |
| 1      | Hongarije            | 2005 |
| 1      | Israël               | 2025 (j) |
| 1      | Italië               | 1992 |
| 1      | Malta                | 2004 |
| 1      | Nederland            | 2022 (j) |
| 1      | Noorwegen            | 2022 (j) |
| 1      | Servië en Montenegro | 2005 |
| 1      | Turkije              | 2005 |

(j) = vakjury; (t) = televoting

### Twaalf punten gegeven door Griekenland
(Vetgedrukte landen waren ook de winnaar van dat jaar.)
| Jaar | Land                | Jaar | Land          | Jaar | Land                   | Jaar | Land                        |
| ---- | ------------------- | ---- | ------------- | ---- | ---------------------- | ---- | --------------------------- |
| 1975 | Geen deelname       | 1989 | Oostenrijk    | 2003 | Cyprus                 | 2017 | Cyprus (j+t)                |
| 1976 | Verenigd Koninkrijk | 1990 | Zwitserland   | 2004 | Cyprus                 | 2018 | Cyprus (j+t)                |
| 1977 | Monaco              | 1991 | Cyprus        | 2005 | Cyprus                 | 2019 | Cyprus (j+t)                |
| 1978 | België              | 1992 | Ierland       | 2006 | Finland                | 2021 | Cyprus (j+t)                |
| 1979 | Denemarken          | 1993 | Noorwegen     | 2007 | Bulgarije              | 2022 | Azerbeidzjan (j) Spanje (t) |
| 1980 | Ierland             | 1994 | Cyprus        | 2008 | Armenië                | 2023 | België (j) Cyprus (t)       |
| 1981 | Cyprus              | 1995 | Noorwegen     | 2009 | Verenigd Koninkrijk    | 2024 | Zwitserland (j) Cyprus (t)  |
| 1982 | Geen deelname       | 1996 | Cyprus        | 2010 | Cyprus                 | 2025 | Frankrijk (j) Albanië (t)   |
| 1983 | Luxemburg           | 1997 | Cyprus        | 2011 | Frankrijk              |      |                             |
| 1984 | Geen deelname       | 1998 | Cyprus        | 2012 | Cyprus                 |      |                             |
| 1985 | Frankrijk           | 1999 | Geen deelname | 2013 | Azerbeidzjan           |      |                             |
| 1986 | Geen deelname       | 2000 | Geen deelname | 2014 | Oostenrijk             |      |                             |
| 1987 | Cyprus              | 2001 | Estland       | 2015 | Italië                 |      |                             |
| 1988 | Nederland           | 2002 | Cyprus        | 2016 | Rusland (j) Cyprus (t) |      |                             |

(j) = vakjury; (t) = televoting
1974 · 1975 · 1976 · 1977 · 1978 · 1979 · 1980 · 1981 · 1982 · 1983 · 1984 · 1985 · 1986 · 1987 · 1988 · 1989 · 1990 · 1991 · 1992 · 1993 · 1994 · 1995 · 1996 · 1997 · 1998 · 1999-2000 · 2001 · 2002 · 2003 · 2004 · 2005 · 2006 · 2007 · 2008 · 2009 · 2010 · 2011 · 2012 · 2013 · 2014 · 2015 · 2016 · 2017 · 2018 · 2019 · 2020 · 2021 · 2022 · 2023 · 2024 · 2025